# 名古屋鉄道100形電車
名古屋鉄道100形電車（なごやてつどう100がたでんしゃ）は、現・名古屋鉄道（名鉄）の前身事業者の一つである旧・名古屋鉄道（後の名岐鉄道）が、蘇東線（後の起線）用の車両として1924年（大正13年）に導入した路面電車車両である。名岐鉄道時代に「デシ」の記号が付され、以降デシ100形と呼称された。
1941年（昭和16年）の一斉改番で一度形式称号が無くなるが、1949年（昭和24年）の再改番でモ40形（2代）となった。起線廃止後は岐阜市内線を経て岡崎市内線に転じ、1960年（昭和35年）まで運用された。

## 沿革
1921年（大正10年）に設立された旧・名古屋鉄道は、名古屋電気鉄道市内線（軌道線）の名古屋市譲渡に先立ち、同社が名古屋市郊外に建設した郡部線（一宮線、津島線など）を継承した地方鉄道事業者である。その経緯から当初は軌道路線を持たず、名古屋電気鉄道時代に保有した路面電車車両は全て名古屋市に譲渡していた。しかし、新線計画の競合から蘇東電気軌道を1923年（大正12年）に吸収合併したことで、同社に代わり愛知県中島郡の一宮・起間に軌道路線を建設することになった。これが1924年（大正13年）2月に開業した蘇東線で、同線に投入する軌道線車両として名古屋電車製作所で製造されたのが100形（101-104）木造4輪単車である。
製造に当たり、本形式はデワ1形電動貨車を電装解除し付随有蓋貨車化した際に発生した台車と電気機器を転用している。デワ1形は自重 10 t を超える重量級貨車であり、その機器をベースにした本形式も全長 8 m 級の車体に対して自重 10 t 超と、かなり重い車両となった。新造した車体は木製で、ダブルルーフ構造の屋根と前面3枚窓、側面8枚窓、両端にオープンデッキ構造の乗降口を備え（窓配置：C3-V8V）、前面3枚窓の下部に前照灯を装着する。
先述の通り、主電動機はデワ1形転用品の英国ブリティッシュ・ウェスティングハウス・エレクトリック (BWH) 製モーター（50 馬力）を2基搭載したが、蘇東線用としてはオーバースペックであり、スピードが出過ぎて線路上の小石に乗り上げ脱線することもあった。後に対策として三菱製モーター（35 馬力）への換装を行って出力を下げたが、換装後のモーターも回転数 1,000 rpm と依然として強力で、Pノッチを使用すると容易に速度超過することから、基本的にSノッチによる直列運転が行われた。

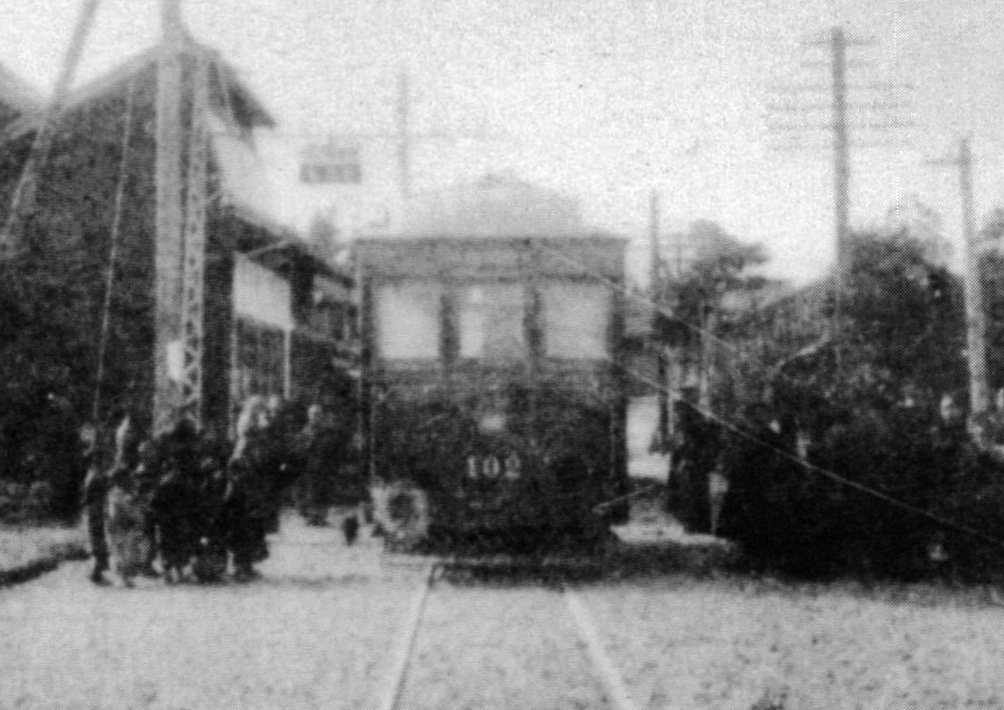
開通時の102号

旧・名古屋鉄道が美濃電気軌道と合併し、社名を名岐鉄道に改めた1930年（昭和5年）頃、100形にも車種を表す形式記号「デシ」（デンドウシャのシングルトラックの意）が付与され、デシ100形となった。その後、1935年（昭和10年）には愛知電気鉄道との合併で現・名古屋鉄道が発足し、1941年（昭和16年）に改番が実施されたが、この時軌道線所属の単車から形式称号を外すことになり、デシ100形（101-104）は形式称号無しの41-44号となった。改番後、増備車として転入したモ15形とともに蘇東線で運用されたが、戦時輸送の酷使によって故障が頻発し、電動機1基のみでの運用を強いられることもあった。
戦後、1949年（昭和24年）の再改番で当形式含む軌道線単車にも形式称号が付与されることになり、41-44号はモ40形（2代）となった。この時、車番もゼロ起番に改めており、44号をモ40としている。1951年（昭和26年）には起線（1948年に蘇東線から改称）のビューゲル（Yゲル）化工事の試作として、モ40が新川工場で改造工事を受けた。改造内容は集電装置の名鉄式Yゲル化、前照灯の屋根上への移設、続行灯の新設などである。この改造は後にモ41、モ43にも実施されたが、三条検車区で施工されたモ42の改造は集電装置の交換のみに留まり、ラッシュ時のみ使用する予備車となった。
1953年（昭和28年）6月、起線のバス化実験に伴いモ40形は三条検車区で休車となるが、同年8月に岐阜市で開催される花火大会の増発輸送用として岐阜市内線に転属することになった。岐阜市内線では集電装置をトロリーポールに戻して使用され、大会終了後は那加車庫で再び休車となった。その後、モ90形の置き換え用に岡崎市内線への転属が決まり、1954年（昭和29年）にモ50形とともに岡崎市内線に投入された。転属に当たって集電装置のビューゲル化、尾灯やフェンダーの変更、方向幕の新設などの改造を受けたが、客用扉は設置されずオープンデッキのままであった。このためオープンデッキ車両の淘汰が始まるとモ40形もその対象となり、1959年（昭和34年）9月にまずモ43が廃車となった。翌1960年（昭和35年）8月にはモ41が、11月にはモ40、モ42が廃車となり、これをもってモ40形は形式消滅した。

## 改番表
| 旧・名鉄 | 旧・名鉄 | 名岐鉄道     | 名岐鉄道 | 名古屋鉄道 | 名古屋鉄道 | 名古屋鉄道 |
| 1924年   | 1924年   | 1930年頃     | 1930年頃 | 1941年     | 1949年     | 1949年     |
| -------- | -------- | ------------ | -------- | ---------- | ---------- | ---------- |
| 100 形   | 101      | デ シ 100 形 | 101      | 41         | モ 40 形   | 41         |
| 100 形   | 102      | デ シ 100 形 | 102      | 42         | モ 40 形   | 42         |
| 100 形   | 103      | デ シ 100 形 | 103      | 43         | モ 40 形   | 43         |
| 100 形   | 104      | デ シ 100 形 | 104      | 44         | モ 40 形   | 40         |